# Scopula fulminataria
Scopula fulminataria är en fjärilsart som beskrevs av Turati 1927. Scopula fulminataria ingår i släktet Scopula och familjen mätare. Inga underarter finns listade.